# Списак војних јединица и установа одликованих Орденом народног хероја
Списак војних јединица и установа одликованих Орденом народног хероја даје преглед свих јединица и установа НОВ и ПОЈ, као и јединица Војске Југославије и јединица Министарства унутрашњих послова Србије, које су у периоду од 1958. до 2000. одликовани Орденом народног хероја, највишим одликовањем за храброст у важносном реду одликовања Социјалистичке Федеративне Републике Југославије (СФРЈ) и Савезне Републике Југославије (СРЈ).
Орден народног хероја установљен је у току Народноослободилачког рата, децембра 1941. као почасно звање народног хероја, а августа 1943. као орден. До краја Другог светског рата, њиме су одликовани истакнути партизански борци и руководиоци, који су се истакли у борбама или су погинули херојском смрћу. До краја 1945. одликовано је 163 лица, а највећи број лица одликован је у периоду од 1951. до 1953. приликом обележавања десетогодишњице разних јубилеја из рата — почетак устанка, формирање прве партизанске бригаде (Дан ЈНА), друго заседање АВНОЈ-а (Дан Републике) и др. До 1974. укупно је одликовано 1.323 бораца и руководилаца НОВ и ПОЈ, као и 21 страни држављанин. Од 1948. Орден народног хероја додељиван је и разним друштвено-политичким организацијама.
Приликом обележавања петнаестогодишњице битке на Сутјесци, указом председника ФНРЈ Јосипа Броза Тита 3. јула 1953. за изванредне јуначке подвиге у којима су се истакли борци и руководиоци у херојској битци на Сутјесци одликовано је 17 јединица Нардноослободилачке војске Југославије — 16 бригада и 1 батаљон, који су се посебно истакли у току Пете непријатељске офанзиве. Новембра исте године приликом обележавања петнаестогодишњице формирања одликована је Прва македонско-косовска ударна бригада.
Након десет година паузе, приликом обележавања двадестпетогодишњице битке на Сутјесци јуна 1968. одликована је Централна партизанска болница, а марта 1971. партизанска болница на Петровој гори. Априла 1970. одликована је словеначка Служба обавештавања и безбедности, а од 1972. поново креће одликовање партизанских јединица — јула 1972. одликован је Други крајшки козарачаки одред, септембра 1972. Тринаеста пролетерска бригада, априла 1973. Прва војвођанска бригада, маја 1974. Трећа личка бригада, јуна 1974. Прва словеначка бригада, маја 1975. Прва крајишка бригада, јула 1977. одликоване су четири бригаде, а фебруара 1979. Друга словеначка бригада. Последња одликована партизанска јединица био је Раднички батаљон Ужичког партизанског одреда одликован 19. септембра 1979. за часно извршен задатак у борби без одступања пред надмоћнијим непријатељем на Кадињачи 29. новембра 1941. године. Укупно су од 1958. до 1979. одликоване 33 јединице и установе НОВ и ПОЈ — 27 бригада, 1 одред, 2 батаљона и три установе.
Након распада СФРЈ, 1992. Орден народног хероја није додељиван, а пошто је 1998. уврштен у одликовања СР Југославије, њиме је након НАТО агресије на СРЈ, 1999. одликовано шест бригада Војске Југославије, као и интервентна бригада МУП Србије.

## Одликоване јединице 1958—1979.
| Списак одликованих јединица и установа НОВ и ПОЈ | Списак одликованих јединица и установа НОВ и ПОЈ | Списак одликованих јединица и установа НОВ и ПОЈ | Списак одликованих јединица и установа НОВ и ПОЈ | Списак одликованих јединица и установа НОВ и ПОЈ | Списак одликованих јединица и установа НОВ и ПОЈ |
| рб                                               | бригада                                          | датум одликовања                                 | број указа                                       | реф.                                             | нап.                                             |
| ------------------------------------------------ | ------------------------------------------------ | ------------------------------------------------ | ------------------------------------------------ | ------------------------------------------------ | ------------------------------------------------ |
| Списак бригада                                   |                                                  |                                                  |                                                  |                                                  |                                                  |
| 1                                                | Прва пролетерска бригада                         | 3. јул 1958.                                     | 49/58                                            | [ 1 ]                                            | [ б ]                                            |
| 2                                                | Друга пролетерска бригада                        | 3. јул 1958.                                     | 49/58                                            | [ 1 ]                                            | [ б ]                                            |
| 3                                                | Трећа пролетерска санџачка бригада               | 3. јул 1958.                                     | 49/58                                            | [ 1 ]                                            | [ б ]                                            |
| 4                                                | Четврта пролетерска црногорска бригада           | 3. јул 1958.                                     | 49/58                                            | [ 1 ]                                            | [ б ]                                            |
| 5                                                | Пета пролетерска црногорска бригада              | 3. јул 1958.                                     | 49/58                                            | [ 1 ]                                            | [ б ]                                            |
| 6                                                | Шеста источнобосанска бригада                    | 3. јул 1958.                                     | 49/58                                            | [ 1 ]                                            | [ б ]                                            |
| 7                                                | Прва далматинска бригада                         | 3. јул 1958.                                     | 49/58                                            | [ 1 ]                                            | [ б ]                                            |
| 8                                                | Друга далматинска бригада                        | 3. јул 1958.                                     | 49/58                                            | [ 1 ]                                            | [ б ]                                            |
| 9                                                | Трећа далматинска бригада                        | 3. јул 1958.                                     | 49/58                                            | [ 1 ]                                            | [ б ]                                            |
| 10                                               | Трећа крајишка бригада                           | 3. јул 1958.                                     | 49/58                                            | [ 1 ]                                            | [ б ]                                            |
| 11                                               | Седма крајишка бригада                           | 3. јул 1958.                                     | 49/58                                            | [ 1 ]                                            | [ б ]                                            |
| 12                                               | Седма банијска бригада Васиљ Гаћеша              | 3. јул 1958.                                     | 49/58                                            | [ 1 ]                                            | [ б ]                                            |
| 13                                               | Осма банијска бригада                            | 3. јул 1958.                                     | 49/58                                            | [ 1 ]                                            | [ б ]                                            |
| 14                                               | Шеснаеста банијска бригада                       | 3. јул 1958.                                     | 49/58                                            | [ 1 ]                                            | [ б ]                                            |
| 15                                               | Десета херцеговачка бригада                      | 3. јул 1958.                                     | 49/58                                            | [ 1 ]                                            | [ б ]                                            |
| 16                                               | Петнаеста мајевичка бригада                      | 3. јул 1958.                                     | 49/58                                            | [ 1 ]                                            | [ б ]                                            |
| 17                                               | Прва македонско-косовска бригада                 | 8. новембар 1958.                                |                                                  | [ 2 ]                                            | [ в ]                                            |
| 18                                               | Тринаеста пролетерска бригада Раде Кончар        | 21. септембар 1972.                              | 96/72                                            | [ 9 ]                                            | [ г ]                                            |
| 19                                               | Прва војвођанска бригада                         | 6. април 1973.                                   | 35/73                                            | [ 12 ]                                           | [ д ]                                            |
| 20                                               | Трећа личка бригада                              | 30. мај 1974.                                    | 73/74                                            | [ 14 ]                                           | [ ђ ]                                            |
| 21                                               | Прва словеначка бригада Тоне Томшич              | 21. јун 1974.                                    | 87/74                                            | [ 17 ] [ 13 ]                                    | [ е ]                                            |
| 22                                               | Прва крајишка бригада                            | 15. мај 1975.                                    | 77/75                                            | [ 19 ]                                           | [ ж ]                                            |
| 23                                               | Прва личка бригада                               | 21. јул 1977.                                    | 98/77                                            | [ 22 ] [ 23 ]                                    | —                                                |
| 24                                               | Друга личка бригада                              | 21. јул 1977.                                    | 98/77                                            | [ 22 ] [ 23 ]                                    | —                                                |
| 25                                               | Трећа српска бригада                             | 21. јул 1977.                                    | 98/77                                            | [ 22 ] [ 24 ]                                    | —                                                |
| 26                                               | Дванаеста славонска бригада                      | 21. јул 1977.                                    | 98/77                                            | [ 22 ] [ 11 ]                                    | —                                                |
| 27                                               | Друга словеначка бригада Љубо Шерцер             | 15. фебруар 1979.                                | 22/79                                            | [ 25 ] [ 26 ]                                    | —                                                |
| Списак батаљона и одреда                         |                                                  |                                                  |                                                  |                                                  |                                                  |
| 1                                                | Пратећи батаљон Врховног штаба                   | 3. јул 1958.                                     | 50/58                                            | [ 1 ]                                            | [ з ]                                            |
| 2                                                | Други крајишки одред Младен Стојановић           | 25. јул 1972.                                    | 80/72                                            | [ 29 ]                                           | [ и ]                                            |
| 3                                                | Раднички батаљон Ужичког одреда                  | 19. септембр 1979.                               | 107/79                                           | [ 4 ] [ 32 ]                                     | —                                                |
| Списак војних установа                           |                                                  |                                                  |                                                  |                                                  |                                                  |
| 1                                                | Централна болница                                | 19. јун 1968.                                    | 107/69                                           | [ 3 ] [ 33 ] [ 34 ]                              | —                                                |
| 2                                                | Служба обавештавања и безбедности                | 24. април 1970.                                  | 61/70                                            | [ 35 ]                                           | [ ј ]                                            |
| 3                                                | Болница на Петровој гори                         | 30. марта 1971.                                  | 25/71                                            | [ 38 ]                                           | [ к ]                                            |

## Одликоване јединице 1999—2000.
| Списак одликованих бригада ВЈ и МУП Србије | Списак одликованих бригада ВЈ и МУП Србије          | Списак одликованих бригада ВЈ и МУП Србије | Списак одликованих бригада ВЈ и МУП Србије |
| рб                                         | бригада                                             | датум одликовања                           | реф.                                       |
| ------------------------------------------ | --------------------------------------------------- | ------------------------------------------ | ------------------------------------------ |
| Списак бригада Војске Југославије          |                                                     |                                            |                                            |
| 1                                          | 125. моторизована бригада                           | 16. јун 1999.                              | [ 40 ]                                     |
| 2                                          | 37. моторизована бригада                            | 16. јун 1999.                              | [ 40 ]                                     |
| 3                                          | 63. падобранска бригада                             | 16. јун 1999.                              | [ 40 ]                                     |
| 4                                          | 549. моторизована бригада                           | 16. јун 1999.                              | [ 40 ]                                     |
| 5                                          | 250. ракетна бригада ПВД                            | 31. децембар 1999.                         |                                            |
| 6                                          | 126. бригада ВОЈН                                   | 31. децембар 1999.                         |                                            |
| Списак бригада МУП Србије                  |                                                     |                                            |                                            |
| 1                                          | 124. интервентна бригада Посебних јединица полиције | 7. јул 1999.                               | [ 41 ]                                     |

## Галерија
- Фотографија Указа о одликовању II пролетерске ударне бригаде Орденом народног хероја, депонована у Војном музеју у Београду[42]
- Фотографија Указа о одликовању Десете херцеговачке ударне бригаде Орденом народног хероја, Војни музеј у Београду[43]
- Фотографија Указа о одликовању Седме крајишке ударне бригаде Орденом народног хероја, Војни музеј у Београду[44]
- Фотографија повеље о одликовању Пратећег батаљона Врховног штаба НОВ и ПОЈ Орденом народног хероја, Војни музеј Београд.[45]